# Шульц, Джессика
Дже́ссика Шульц (англ. Jessica Schultz; род. 2 января 1985, Анкоридж) — американская кёрлингистка.
В составе женской сборной США участвовала в зимних Олимпийских играх 2006 и 2014 (заняли соответственно восьмое и десятое место), чемпионате мира (серебряные призёры в 2005). Четырёхкратная чемпионка США среди женщин. Чемпионка США среди смешанных пар.
Играет в основном на позиции четвёртого и второго, много сезонов скип команды.

## Достижения
- Чемпионат мира по кёрлингу среди женщин: серебро (2005).
- Чемпионат США по кёрлингу среди женщин: золото (2005, 2011, 2013, 2017), серебро (2007, 2010).
- Чемпионат США по кёрлингу среди смешанных пар: золото (2016).
- Континентальный Кубок по кёрлингу (в составе команды Северной Америки): золото (2014).

- Кёрлинг-команда года в США (англ. USA Curling Team of the Year): 2005, 2013[4].

## Команды
| Сезон                       | Четвёртый         | Третий             | Второй          | Первый             | Запасной                                        | Турниры                                    |
| --------------------------- | ----------------- | ------------------ | --------------- | ------------------ | ----------------------------------------------- | ------------------------------------------ |
| 1998—99                     | Liz Ziegler       | Джессика Шульц     | Julie Johnson   | Kelly Snider       | Miranda Barker тренеры: Tom Kent, Gail Snider   | ЧСШАЮ 1999 (10 место)                      |
| 1999—00                     | Julie Johnson     | Джессика Шульц     | Kelly Snider    | Liz Ziegler        | Miranda Barker тренер: Kathryn Palth            | ЧСШАЮ 2000 (7 место)                       |
| 2000—01                     | Джессика Шульц    | Liz Ziegler        | Kelly Snider    | Miranda Barker     | тренеры: Kathy Pahl, Marty Schultz              | ЧСШАЮ 2001 (4 место)                       |
| 2001—02                     | Джессика Шульц    | Liz Ziegler        | Kelly Snider    | Miranda Barker     | тренер: Marty Schultz                           | ЧСШАЮ 2002 (6 место)                       |
| 2002—03                     | Джессика Шульц    | Liz Ziegler        | Kelly Snider    | Jennifer Taylor    | Elizabeth Williams тренер: Dennis Thies         | ЧСШАЮ 2003 (5 место)                       |
| 2003—04                     | Джессика Шульц    | Liz Ziegler        | Kelly Snider    | Kaye Hufman        | Lacy Birklid тренер: Dennis Thies               | ЧСШАЮ 2004 (4 место)                       |
| 2003—04                     | Эйлин Сормунен    | Кортни Джордж      | Amanda Jensen   | Amanda McLean      | Джессика Шульц тренер: Cynthia Johnson          | ЧМЮ 2004 (4 место)                         |
| 2004—05                     | Кассандра Джонсон | Джейми Джонсон     | Джессика Шульц  | Морин Брант        | Кортни Джордж (ЧМ) тренер: Neil Doese           | ЧСШАЖ/АООК 2005 · ЧМ 2005                  |
| 2005—06                     | Джессика Шульц    | Джейми Джонсон     | Кортни Джордж   | Морин Брант        | тренер: Neil Doese                              | ЧСШАЖ 2006 (4 место)                       |
| 2005—06                     | Кассандра Джонсон | Джейми Джонсон     | Джессика Шульц  | Морин Брант        | Кортни Джордж (ЗОИ) тренер: Neil Doese          | ЗОИ 2006 (8 место)                         |
| 2006—07                     | Джессика Шульц    | Christina Schwartz | Megan O'Connell | Stephanie Sambor   | Lysa Hambley тренер: Jim Dexter                 | ЗУ 2007 (7 место)                          |
| 2006—07                     | Кассандра Джонсон | Джейми Джонсон     | Джессика Шульц  | Морин Брант        |                                                 | ЧСШАЖ 2007                                 |
| 2007—08                     | Кассандра Джонсон | Джейми Джонсон     | Джессика Шульц  | Морин Брант        | Jackie Lemke тренер: Jim Dexter                 | ЧСШАЖ 2008 (4 место)                       |
| 2008—09                     | Эйлин Сормунен    | Molly Bonner       | Джессика Шульц  | Морин Брант        | Софи Брорсон                                    | ЧСШАЖ/АООК 2009 (5 место)                  |
| 2009—10                     | Патти Ланк        | Эйлин Сормунен     | Кейтлин Маролдо | Джессика Шульц     |                                                 | ЧСШАЖ 2010                                 |
| 2009—10                     | Эрика Браун       | Нина Спатола       | Энн Суиссхелм   | Лора Хэллиси       | Джессика Шульц тренер: Билл Тодхантер           | ЧМ 2010 (5 место)                          |
| 2011—12                     | Эрика Браун       | Дебби Маккормик    | Джессика Шульц  | Энн Суиссхелм      |                                                 | ЧСШАЖ 2012 (5 место)                       |
| 2012—13                     | Эрика Браун       | Дебби Маккормик    | Джессика Шульц  | Энн Суиссхелм      | Сара Андерсон (ЧМ) тренер: Билл Тодхантер       | ЧСШАЖ 2013 · ЧМ 2013 (4 место)             |
| 2013—14                     | Эрика Браун       | Дебби Маккормик    | Джессика Шульц  | Энн Суиссхелм      | Эллисон Поттинджер (ЗОИ) тренер: Билл Тодхантер | АООК 2013 · ККК 2014 · ЗОИ 2014 (10 место) |
| 2015—16                     | Джессика Шульц    | Касси Поттер       | Софи Бадер      | Морин Кларк        |                                                 |                                            |
| 2016—17                     | Джессика Шульц    | Кортни Джордж      | Jordan Moulton  | Stephanie Senneker | тренер: Даг Поттинджер                          | ЧСШАЖ 2017 (6 место)                       |
| 2017—18                     | Джессика Шульц    | Кортни Джордж      | Jordan Moulton  | Stephanie Senneker |                                                 |                                            |
| Кёрлинг среди смешанных пар |                   |                    |                 |                    |                                                 |                                            |
| 2015—16                     | Джессика Шульц    | Джейсон Смит       |                 |                    |                                                 | ЧСШАСП 2016                                |

(скипы выделены полужирным шрифтом)

## Результаты как тренера национальных сборных
| Год  | Турнир                                                          | Сборная                          | Место |
| ---- | --------------------------------------------------------------- | -------------------------------- | ----- |
| 2023 | Чемпионат мира по кёрлингу на колясках среди смешанных пар 2023 | США (смешанная пара на колясках) | 2     |
| 2024 | Чемпионат мира по кёрлингу на колясках 2024                     | США (на колясках)                | 9     |
| 2024 | Чемпионат мира по кёрлингу на колясках среди смешанных пар 2024 | США (смешанная пара на колясках) | 5     |

## Частная жизнь
Из семьи кёрлингистов: отец — кёрлингист, затем президент кёрлинг-клуба Anchorage Curling Club (Анкоридж).
Джессика получила образование физиотерапевта в Лейк Сьюпериор колледже (Дулут, англ. Lake Superior College).
Начала заниматься кёрлингом в 1997 году, в возрасте 12 лет.